# Victor Lindberg
Michael Victor Alexander Lindberg (* 26. Juli 1875 in Varoka, Kronkolonie Fidschi; † 28. April 1951 in Auckland) war ein neuseeländischer Wasserballspieler.

## Karriere
Lindberg wurde 1875 als Sohn von schwedisch-irischen Eltern in der britischen Kronkolonie Fidschi geboren und wuchs in Neuseeland auf. 1900 nahm er an den Olympischen Spielen in Paris teil. Dort erreichte er mit der Mannschaft vom Osborne Swimming Club Manchester den ersten Rang und sicherte sich somit die Goldmedaille. Nach seiner Rückkehr aus Europa ließ er sich im Süden von Auckland nieder und arbeitete dort als Landwirt bis zum Jahr 1940. Er blieb aber sportlich aktiv, so betrieb er Rugby und Tennis.